# Ниви (Велізький район)
Ниви — село у Велізькому районі Смоленської області Росії. Входить до складу Беляєвського сільського поселення.
Розташоване у північно-західній частині області за 10 км на південний-захід від Веліжа та за 12 км на південь від автодороги Р 133 Смоленськ — Невель. Село розташоване за також за 90 км на північ від залізничної станції Рудня на лінії Смоленськ — Вітебськ.

## Історія
В роки німецько-радянської війни село було окуповане німецькими військами в липні 1941 року, звільнено в вересні 1943 року.